# چگنی‌کش
چِگِنی‌کُش Chegeni Kosh روستایی است در شهرستان بروجرد در استان لرستان. این روستا در دهستان شیروان در بخش مرکزی این شهرستان قرار دارد.

## جمعیت
بنابر سرشماری مرکز آمار ایران، جمعیت این روستا در سال ۱۳۸۵، برابر با ۶۳۶ نفر بوده‌است که از این میان ۳۳۷ نفر مرد و بقیه زن بوده‌اند. چگنی‌کش ۱۴۳ خانوار جمعیت دارد.